# Borut Kralj
Borut Kralj (* 22. April 1980 in Kranj) ist ein ehemaliger slowenischer Naturbahnrodler, der zumeist im Einsitzer, aber auch im Doppelsitzer antrat. Er startete bis 2007 im Weltcup und ist der bisher einzige seines Landes, der ein Weltcuprennen gewann. Zudem erreichte er mit seinem sechsten Platz bei der Weltmeisterschaft 2003 in Železniki das bisher beste Resultat eines Slowenen bei Welt- oder Europameisterschaften.

## Karriere
Borut Kralj nahm von 1997 bis 2000 an internationalen Juniorenmeisterschaften teil. Den größten Erfolg feierte er gleich beim ersten Antreten bei der Juniorenweltmeisterschaft 1997 in Aosta, als er gemeinsam mit Robi Kalisnik die Bronzemedaille im Doppelsitzer gewann. Dies war die bisher einzige Medaille bei Juniorenwelt- und Europameisterschaften für Slowenien bzw. Jugoslawien. Zweimal verpasste das Duo Kalisnik/Kralj nur knapp eine weitere Medaille, als sie bei der Juniorenweltmeisterschaft 1999 und der Junioreneuropameisterschaft 2000 jeweils Vierte wurden. Im Einsitzer war Kraljs bestes Ergebnis der neunte Platz bei der Junioren-WM 1999 in Hüttau. Bei Titelkämpfen in der Allgemeinen Klasse startete er zunächst nur im Einsitzer und erzielte bei der Weltmeisterschaft 2000 in Olang den 17. Platz sowie bei der Weltmeisterschaft 2001 in Stein an der Enns Rang 16. Auch im Weltcup war Borut Kralj anfangs nur im Einsitzer am Start. Nachdem er in den Vorjahren bereits mehrere Weltcuprennen bestritten hatte, und dabei zumeist Platzierungen um Rang 15 erreichte, war er ab der Saison 2000/2001 regelmäßig im Weltcup am Start. Auch in diesem Winter erzielte er Platzierungen um Rang 15 und als bestes Resultat einen 13. Platz in Moskau. Im Gesamtweltcup erreichte er damit sogar den zwölften Platz und wurde unmittelbar vor seinen Teamkollegen Gašper Benedik und Grega Spendov bester Slowene. Ähnliche Resultate erzielte er auch in der Saison 2001/2002 und wieder war ein 13. Platz, diesmal in Olang, sein bestes Ergebnis. Im Gesamtweltcup fiel er jedoch auf Rang 17 zurück. Bei der Europameisterschaft 2002 in Frantschach-Sankt Gertraud belegte er als bester Slowene Platz 14.
Eine gute Leistung zeigte Borut Kralj bei seiner Heimweltmeisterschaft 2003 in Železniki. Nachdem er im ersten Wertungslauf noch auf Rang fünf gelegen war, konnte er dieses Resultat am Schlusstag fast halten und erreichte nach allen drei Wertungsläufen den sechsten Platz. Damit erzielte er das bis heute beste Ergebnis, das je ein slowenischer oder jugoslawischer Naturbahnrodler bei Weltmeisterschaften erreichte. Zusammen mit Bostjan Vizjak, mit dem er in dieser Saison zuvor schon an zwei Weltcuprennen teilgenommen hatte, startete er auch im Doppelsitzer, fiel jedoch nach einem Sturz im ersten Durchgang aus. Nur eine Woche später feierte Borut Kralj im Weltcupfinale der Saison 2002/2003 in Olang seinen größten Erfolg. Kralj, der nach dem ersten der zwei Wertungsläufe auf Platz vier lag, erzielte Bestzeit im zweiten Wertungslauf, überholte damit alle vor ihm liegenden und gewann völlig unerwartet das Rennen. Im 63. Weltcuprennen im Herren-Einsitzer seit der Einführung des Weltcups im Winter 1992/1993 ging damit zum ersten Mal der Sieg nicht an Italien oder Österreich, sondern zum bisher einzigen Mal an Slowenien. Bereits vor der Weltmeisterschaft war Kralj mit Platz neun in Hüttau erstmals unter die besten zehn gefahren. Obwohl er in der Saison 2002/2003 insgesamt nur drei Weltcuprennen im Einsitzer bestritt, erreichte er dank seines Sieges dennoch den elften Gesamtrang und damit sein persönlich bestes Gesamtergebnis.
Die Resultate der Saison 2002/2003 konnte Kralj nicht wiederholen und weitere Top-10-Ergebnisse blieben aus. In der Saison 2003/2004 fuhr er in allen fünf Weltcuprennen, an denen er teilnahm, unter die schnellsten 15 und erzielte als bestes Resultat einen elften Platz beim Finale in Aurach. Damit wurde er Zwölfter im Gesamtweltcup und war zum dritten und letzten Mal bester Slowene in der Gesamtwertung. In der Saison 2004/2005 nahm er allerdings nur an zwei Weltcuprennen teil, bei denen sein bestes Resultat ein zwölfter Platz im Weltcupfinale in Olang war. Bei der Europameisterschaft 2004 in Hüttau fuhr er auf Rang 19 und bei der Weltmeisterschaft 2005 in Latsch auf Platz 17. Hier startete er auch erstmals im Mannschaftswettbewerb, kam zusammen mit Živa Janc und dem Doppel Mario Gortnar / Jure Potočnik aber nur auf den neunten Platz von zehn Teams. Im Winter 2005/2006 nahm Borut Kralj wieder an fünf von sechs Weltcuprennen teil, erzielte als beste Resultate zwei zwölfte Plätze beim Auftaktrennen in Longiarü und beim Finale in Oberperfuss und wurde Gesamt-14. In seiner letzten Saison 2006/2007 erzielte er aber nur noch Platzierungen um Rang 20 und wurde 19. im Gesamtweltcup. In diesem Winter startete er gemeinsam mit Žiga Pagon auch wieder im Doppelsitzer. Sie nahmen an allen sechs Weltcuprennen teil, erzielten aber keine vorderen Platzierungen. Ihr bestes Ergebnis war ein neunter Platz im ersten Rennen in Latsch und sie kamen auf Rang zwölf im Gesamtklassement. Nachdem Borut Kralj an der Europameisterschaft 2006 nicht teilgenommen hatte, war die Weltmeisterschaft 2007 sein letztes Großereignis. Im kanadischen Grande Prairie belegte er Platz 24 im Einsitzer, wurde im Doppelsitzer mit Žiga Pagon aber disqualifiziert, weil die Schienen ihrer Rodel die zulässige Maximaltemperatur überschritten. Das Duo Kralj/Pagon startete auch im Mannschaftswettbewerb, kam zusammen mit den Einsitzern Nina Bučinel und Miha Meglič aber nur auf den achten und letzten Platz. Im Jahr 2007 beendete Borut Kralj seine internationale Karriere, startet seither aber noch bei nationalen Wettkämpfen.

## Sportliche Erfolge

### Weltmeisterschaften
- Olang 2000: 17. Einsitzer
- Stein an der Enns 2001: 16. Einsitzer
- Železniki 2003: 6. Einsitzer
- Latsch 2005: 17. Einsitzer, 9. Mannschaft
- Grande Prairie 2007: 24. Einsitzer, 8. Mannschaft

### Europameisterschaften
- Frantschach 2002: 14. Einsitzer
- Hüttau 2004: 19. Einsitzer

### Juniorenweltmeisterschaften
- Aosta 1997: 19. Einsitzer, 3. Doppelsitzer (mit Robi Kalisnik)
- Hüttau 1999: 9. Einsitzer, 4. Doppelsitzer (mit Robi Kalisnik)

### Junioreneuropameisterschaften
- Feld am See 1998: 6. Doppelsitzer (mit Robi Kalisnik)
- Umhausen 2000: 11. Einsitzer, 4. Doppelsitzer (mit Robi Kalisnik)

### Weltcup
- Viermal unter den besten 15 im Einsitzer-Gesamtweltcup
- Zweimal unter den besten 15 im Doppelsitzer-Gesamtweltcup
- Ein Sieg und eine weitere Top-10-Platzierung in Einsitzer-Weltcuprennen
- Zwei Top-10-Platzierungen in Doppelsitzer-Weltcuprennen